# Hrvatska stranka prava (1903.)
Nakon što je krajem 19. st. u Banskoj Hrvatskoj uspostavljena stalna izborna koalicija tzv. domovinaša i obzoraša, drugim riječima Stranke prava i Neovisne narodne stranke, dvije su stranke, najviše zaslugom Napredne omladine, 15. siječnja 1902. godine, u Zagrebu, donijele odluku da se "Stranka prava i Neodvisna narodna stranka sjedinjuju u jednu jedinstvenu stranku, za sada pod imenom Hrvatska opozicija", s tim da će se još u toj godini definitivno odlučiti o imenu stranke, "sporazumno sa izaslanicima hrvatskih stranaka u Dalmaciji i Istri". To znači da su u proces stranačkoga ujedinjavanja uključene i srodne stranke u tim dvjema hrvatskim pokrajinama. I zaista, 29. siječnja 1903., održana je formalna skupština tih dviju već fuzioniranih stranaka te Čiste stranke prava, na kojoj su bili nazočni predstavnici istarskih pravaša i Stranke prava iz Dalmacije, koje su osobno predvodili Ante Trumbić i Frano Supilo, te je odlučeno da se nova stranka nazove Hrvatska stranka prava, a za predsjednika je izabran Aleksandar Bresztyenszky. Na temelju programa iz 1894. godine, nova stranka se je zalagala za trijalizam, zaštitu seljačkog posjeda te interesa trgovaca, obrtnika i radnika, dakle seljaštva i građanstva podjednako. 
Valja naglasiti da tu pravaško ime nije sadržavalo pravaški nauk kako su ga formulirali Ante Starčević i Eugen Kvaternik, kao i da ta Hrvatska stranka prava nema nikakvu svezu s kasnijom Hrvatskom strankom prava koja je djelovala od 1919. do 1929. godine. 

## U Dalmaciji
U Dalmaciji je, na osnivačkoj skupštini održanoj u Splitu 26. travnja 1905., došlo do nečega sličnog onomu što se je zbilo u Zagrebu 15. siječnja 1902. i 29. siječnja 1903., do spajanja Trumbićeve i Supilove Stranke prava te Narodne hrvatske stranke u Hrvatsku stranku. U programu te stranke stoji: "Hrvati i Srbi su jedan narod po krvi i jeziku, spojeni nerazdruživo zemljištem, na kojem stanuju..." Tu je Hrvatska stranka otvoreno stala na jugoslavensko stajalište, a dr. Ante Trumbić i Fran Supilo odbacili su svaku svezu s izvornim pravaštvom. Tim putem pošla je i Stranka prava u Banskoj Hrvatskoj.

## Politički zaokret
U vrijeme tih stranačkih ujedinjavanja Supilo je bio naročito politički djelatan. Putovao je u proljeće 1905. u Zagreb, Beograd, gdje se sastao s Nikolom Pašićem, i u Budimpeštu, gdje je ugovorio sastanak Ferenca Kossutha, vođe mađarske Nezavisne stranke, s Trumbićem. I zaista Ferenc Kossuth, sin Lajosa Kossutha, koji 1848. nije znao naći Hrvatsku na zemljovidu, jer tobože nije postojala, sastao se s Trumbićem u lipnju godine 1905. Ta putovanja, sastanci i dogovaranja političara raznih stranaka i naroda doveli su do sastanka hrvatskih oporbenih stranaka, izuzevši dalmatinsku Čistu stranku prava, Hrvatsku kršćansko-socijalnu stranku prava i Radićevu tek osnovanu Hrvatsku pučku seljačku stranku, koji je održan u Rijeci, 2. i 3. listopada 1905. Na tom skupu donesena je poznata Riječka rezolucija, kojom u Hrvatskoj započinje tzv. politika novoga kursa. Riječkom rezolucijom hrvatski političari izjavljuju da će poduprijeti "borbu mađarskoga naroda za podpunom državnom samostalnošću, ali uz uvjet sjedinjenja Dalmacije s ostalim dijelom Hrvatske, s tim da prije toga sjedinjenja treba provesti određene parlamentarne i upravno-političke promjene u Hrvatskoj". I tako su nekadašnji protivnici promađarskog režima u Hrvatskoj, koji se dotad oslanjao jedino na Srbe i uzak sloj mađarona, postali i sami njegovi pobornici te su podržavali ugarsku vladu i njezin režim u Hrvatskoj sve do raspada Austro-Ugarske Monarhije. Potom su odmah bili zagovornici i provoditelji ujedinjenja svih hrvatskih krajeva sa Srbijom u novu, južnoslavensku monarhiju.
Srpski pak politički predstavnici nisu bili na sastanku u Rijeci, pa nisu ni sudjelovali u donošenju Riječke rezolucije, ali oni su se već 17. listopada iste godine sastali u Zadru i donijeli tzv. Zadarsku rezoluciju, kojom pozdravljaju borbu mađarskoga naroda za samostalnošću i "izjavljuju da će poduprijeti današnji pokret mađarskog naroda". Ujedno zahtijevaju da se u Hrvatskoj "stvore demokratske ustanove, koje bi joj zajamčile slobodan ustavan život i razvitak i uklonile današnje nesnosne parlamentarne, upravne i društvene odnošaje". Hrvatski zahtjev za sjedinjenje Dalmacije s Hrvatskom također su spremni poduprijeti ako se sa "strane Hrvata obavezno prizna ravnopravnost srpskoga naroda s hrvatskim". Dakle Srbi svoju potporu sjedinjenju Dalmacije s Hrvatskom uvjetuju ničim ni manje ni više nego obveznim priznanjem da su i oni konstitutivan narod u Hrvatskoj, a to bi značilo diobu suvereniteta. I zaista, predstavnici Hrvatske stranke i Srpske narodne stranke, obje iz Dalmacije, donijeli su na sastanku održanom u Zadru 14. studenoga 1905. zaključak, koji je dr. Pero Čingrija, predsjednik Hrvatske stranke, četiri dana kasnije pročitao u Dalmatinskomu saboru, a u kojemu se ističe, "da su Hrvati i Srbi jedan narod" i "da je jedan drugome ravnopravan", pa se poziva Sabor da prihvati te zaključke i pozove vladu da ona "vrši svoj upliv onamo, da sve vladine oblasti i svi uredi u vezi s narodnim jezikom upotrebljavaju uviek izraz 'hrvatski ili srbski'; da se u dalmatinskim školama hrvatskom i srbskom imenu odredi častno mjesto i da se u školskim knjigama vodi računa o srbskoj i hrvatskoj poviesti, da đaci nauče glavne događaje svoje poviesti i da se u njima uči jednako latinski i ćirilski alfabet tako, da djeca nauče čitati i pisati oba pisma" te "da sve pismene odluke odpravi onim pismom, kojim su molbe i podnesci napisani". Koliko su ti zaključci nelogični i unutar sebe protuslovni pokazuje činjenica da se najprije tvrdi da su Hrvati i Srbi jedan narod, a zatim se zahtijeva njihova ravnopravnost. Ako su već donositelji tih zaključaka zaista bili uvjereni da su Hrvati i Srbi isto, onda nije bilo potrebno zahtijevati njihovu ravnopravnost. 
Čistoj stranci prava nije drugo preostalo nego da istupi iz HSP-a,  11. listopada 1905., iz razloga što je ona s Hrvatskom naprednom strankom i Srpska samostalna stranka osnovala Hrvatsko-srpsku koaliciju, a čiji je program bio stvaranje zajedničke države sa Srbijom.

## Kraj stare i početak nove monarhije
S vremenom su dalmatinski i istarski hrvatski političari, zajedno sa slovenskim političarima, u Carevinskom vijeću formirali Jugoslavenski klub, koji je u svibnju 1917., tzv. Svibanjskom deklaracijom, tražio sjedinjenje svih hrvatskih krajeva i povijesnih pokrajina (Banska Hrvatska – koja se je službeno zvala Kraljevina Hrvatska, Slavonija i Dalmacija; Istra, Dalmacija te Bosna i Hercegovina), zajedno sa Slovenijom i Srpskom Vojvodinom, na temelju hrvatskoga državnog prava, u posebnu državnu jedinicu u sklopu Monarhije, trijalistički uređene.
S raspadom Austro-Ugarske HSP-ovi političari bili su glavni organizatori Države SHS u Narodnom vijeću te poklonici ujedinjenja sa Srbijom i Crnom Gorom u Kraljevstvo SHS. 